# Josep Lobató i Pérez
Josep Lobató i Pérez (Esplugues de Llobregat, 16 de juny de 1977) és un locutor i presentador de ràdio i televisió català.

## Biografia
Estudià delineació i compaginà els estudis amb mòduls formatius de producció d'audiovisuals, redacció i presentació d'espectacles. De ben jove, amb només 16 anys es vincula al món de la ràdio i la televisió local a Barcelona.
Als 18 anys (1996) entra a formar part de la plantilla de locutors de la desapareguda ràdio musical Cadena Top, on s'inicia en la ràdio professional, després col·laborà a COM Ràdio (1999) al magazín nocturn “Bon dia Lluna”. Posteriorment, fins a l'any 2001 es dedicà a la gestió comercial d'audiovisuals a Publipress Media, empresa del Grupo Godó.
L'any 2001 és fitxat per Mediapro per a ser una de les cares del conegut canal musical de Catalunya, Flaix TV, on durant cinc anys compagina la presentació de programes de la cadena amb un programa a Ràdio Flaixbac, "Prohibit als Pares" que suposa un gran èxit a la ràdio catalana.
El 2004 Josep és el presentador de “Discovery en el Fòrum”, programa de Discovery Channel que s'emetia a tots els països de parla hispana i portuguesa de la cadena.
Posteriorment, l'any 2005 arribà el seu primer llibre ”Prohibit als Pares” basat en el reeixit programa de ràdio que presentava a Catalunya i que es convertí en el llibre de no-ficció més venut a Catalunya.
L'any 2006 publicà el seu segon llibre Som PAP, la nostra vida, el nostre rotllo que també aconseguí ser un dels més reeixits de Sant Jordi. Aquell mateix any TV3 el contractà per presentar el programa de cites Prohibit als Tímids en emissió des de febrer fins a setembre.
Des de setembre de 2006, després d'abandonar Grup Flaix, fitxà per Europa FM, on dirigí i presentà el programa de ràdio “Ponte A Prueba” fins al juliol de 2008, programa guardonat amb el Premi Ondas 2007 al millor programa de la ràdio espanyola. Al maig del mateix any publicà, amb els seus companys de ràdio, el seu tercer llibre i el primer en espanyol: "Ponte A Prueba, El libro", on es recullen les experiències nocturnes explicades pels seguidors del programa. Al novembre d'aquell mateix any publicà "Ponte A Prueba, Confidencial", el segon llibre basat en el reeixit programa d'Europa FM. Al mes de maig de 2008 es posa a la venda "Ponte A Prueba 2", l'últim llibre publicat fins al moment per Josep Lobató amb els components del programa.
Al diari "El Periodico de Catalunya" ha col·laborat com a columnista en seccions dedicades a les relacions personals. Amb els seus companys del programa "Ponte A Prueba", escrivia la secció "Miratela" per la revista de TV "Teletodo", que es distribueix els dissabtes amb "El Periódico de Cataluña" i altres diaris d'important tirada. En aquesta secció es parlava de forma informal sobre el sexe.
Josep donà el salt a les televisions espanyoles de la mà de la productora Gestmusic Endemol amb el concurs "Money, money" emès a Cuatro, on també presentà el programa especial "El Sexómetro" amb la companyia de Núria Roca.
Durant l'estiu de 2008 i encara formant part de Gestmusic Endemol presentà a Televisió Espanyola - La 1 - el talent show "¡Quiero Bailar!". Des de setembre de 2008 i en l'actualitat forma part de la plantilla de presentadors de Cuatro on condueix diversos programes d'entreteniment.
En febrer de 2010 s'estrena com a novel·lista MB la publicació de Solter@s y Demoni@s, un llibre que relata les històries de quatre personatges en la trentena que viuen la seva solteria de formes molt diferents en clau d'humor. En aquest mateix any va fundar la seva pròpia cadena de ràdio digital Happy FM comptant amb la col·laboració de Cristina Urgel o Berta Collado entre d'altres.
Al setembre de 2013 fitxa de nou per Europa FM, per tornar a presentar el renovat programa radiofònic Ponte A Prueba, junt amb Laura Manzanedo i Sara Gil. Hi va romandre al capdavant fins al 3 de juliol de 2015, quan va haver de retirar-se per malaltia; va ser reemplaçat per Pablo Guerola.
El juny de 2014 surt a la venda la primera edició del seu llibre 75 técnicas infalibles para pillar cacho (Ed. Planeta), on el presentador comparteix amb els seus lectors les tàctiques perfectes para flirtejar.
Des de 2015, Lobató roman retirat dels mitjans de comunicació per una malaltia desmielinitzant que afecta el seu sistema nerviós i li impedeix comunicar-se amb normalitat. El locutor està rebent tractament a l'Hospital Ramón y Cajal de Madrid per recuperar la parla.

## Currículum

### Actualment a la televisió
- Cuatro - "20P" (presentador)

### Treballs anteriors a la televisió
- Cuatro - "La batalla de los coros" (presentador) 2009.
- Cuatro - "Circus, Más difícil todavía" (presentador) 2008
- Televisión Española La 1 - "¡Quiero Bailar!" (presentador) 2008
- Europa FM- "Ponte A Prueba" (director i presentador) 2006/2008
- Cuatro - "Money, money" (presentador) 2007/2008
- Cuatro - "El Sexómetro" (presentador) 2007
- Cuatro - "Channel Fresh" (presentador) 2007
- TV3 - "Prohibit als tímids" (presentador) 2006
- Flaix TV - "FlaixMania" (director, presentador) 2001/2005
- Discovery Channel - "Discovery en el Fòrum" (presentador) 2004

### Ràdio
- Europa FM - "Ponte A Prueba" (director i presentador) 2006/2008
- Ràdio Flaixbac - "Prohibit Als Pares" (director i presentador) 2003/2006
- COM Ràdio - "Bon dia lluna" (conductor de "Balli qui pugui") 1999
- Top Radio - (locutor) 1998

### Llibres
- "Ponte A Prueba 2" (Ediciones del Bronce / Editorial Planeta/2008)
- "Ponte A Prueba, Confidencial" (Ediciones del Bronce / Editorial Planeta/2007)
- "Ponte A Prueba, El libro" (Ediciones del Bronce / Editorial Planeta/2007)
- "Posa't A Prova" (Edicions Columna / Editorial Planeta/2007)
- "Som PAP, la nostra vida, el nostre rotllo" (RBA/2006)
- "Prohibit als Pares" (RBA/2005)

### Premsa
- "Miratela" (Revista de televisió TELETODO/2008)
- "No te cortes" (El Periódico de Catalunya/2007)
- "El consultorio del PAP" (El Periódico de Catalunya/2005)

## Premis
| Programa       | Premi                                          | Gala             | Any  |
| Ponte A Prueba | Ondas al millor programa de la radio a Espanya | Premi Ondas 2007 | 2007 |